# Chlorocebus cynosuros
Chlorocebus cynosuros és un primat de la família dels cercopitècids. Fa 40-60 cm de llargada corporal, amb una cua de fins a 70 cm. Pesa 4-6 kg; com en altres mones verdes, els mascles són més grossos que les femelles. El cos és de color gris verdós al dors i gairebé blanc al ventre. El musell és negre i el front té una franja blanca ben visible, típica del seu gènere.